# Valby, Köpenhamn
Valby (kan uttalas 'vellby' eller 'vällby') är en av Köpenhamns stadsdelar (bydele). Den ligger vid Köpenhamns kommuns sydvästra gräns och dess area är 9,23 km². Det bor 47 839 människor i Valby (2011) vilket är 5 183 per km² (2011). Köpenhamns zoo (Københavns Zoologiske Have) ligger tio minuters promenad från Valby centrum. Det största torget heter Toftegårds Plads och där uppförs en stor julgran varje jul.
I öst gränsar Valby till Kongens Enghave och Vesterbro. Norrut ligger enklaven Frederiksbergs kommun, medan Hvidovre kommun ligger åt väst. I söder finns sundet Kalveboderne som separerar Valby från ön Amager.
I Valby ligger Carlsbergs huvudkontor.